# CoCo
CoCo je japonská popová dívčí skupina (idolová skupina), která se skládá z Mikiyo Ohnové, Azusa Senouové, Rieko Miuraové, Erika Hanedaové a Maki Miyamaeové.
Skupina debutovala s albem "Strawberry", které vyšlo 14. května roku 1990. Vydala ho společnost Pony Canyon, Inc.
Z tohoto alba pocházejí dva singly: "Equal ROMANCE" (publikováno 6. září, 1989) a "hanbun fushigi" (publikováno 24. ledna, 1990)
Některé písně ("Equal Romance," "Omoide ga Ippai", "Mou Nakanaide") skupiny CoCo se staly úvodními znělkami (theme song) anime seriálu Ranma ½.
Skupina se rozdělila 6. července roku 1994, v té době byl zrovna vydán jejich poslední singl - "You're My Treasure".

## Diskografie

### Alba
| - Oricon Chart: #2 - Publikace: 14. května, 1990 1. OUT of BLUE〜ふたりの伝説〜 2. EQUALロマンス (Equal Romance) 3. 雨のジェラシー (Ame no Jealousy) 4. 乙女のリハーサル (Otome no Rehearsal) 5. 天使のチャイム (Tenshi no Chime) 6. 春・ミルキーウェイ (Haru Milkyway) 7. Misty Heart (Instrumental) 8. はんぶん不思議 (hanbun fushigi) 9. さよならから始まる物語 (Sayonara kara Hagimaru Monogatari) 10. 夢は眠らない (Yume wa Nemurenai ) - - Publikace: 7. listopadu 1990 1. Ashita no Koi 2. The First Snow 3. Youseitchi no Rhapsody 4. Kimi no Uta 5. Sasayakana Yuuwaku - Publikace: 21. března 1991 1. Naze? 2. Live Version 3. Yasashisani Kaerenai 4. Itte shimatta Bus 5. Moonlight Express 6. Yume no Eien 7. Circus Game 8. Kimagure Swing 9. Two Hearts 10. Wedding - Publikace: 10. července 1991 1. Kimi no Uta 2. News na Mirai 3. Hanbun Fushigi 4. Melody 5. Natsu no Tomodachi 6. Kamisama wa Ijiwaru janai 7. Naze? 8. Omoide ga Ippai 9. Sasayakana Yuuwaku 10. Live Version 11. Sayonara kara Hajimaru Monogatari 12. Equal Romance |  | - Publikace: 25. března 1992 1. Sayonara 2. Onegai Hold Me Tight 3. Ikanai de Natsu Yasumi 4. Mukuton no Falsetto 5. Egao de No-Side 6. Anata to ita Kisetsu 7. Nani kaga Michi o yattekuru 8. Himawari 9. Yume dake Miteru 10. Onaji Hoshi no Ue de... - Publikace: 16. prosince 1992 1. Asayake Riverside 2. Natsuzora no Dreamer 3. Fuyu no Biryuushi 4. Chabon no tame Iki 5. Miss Lonely 6. Yuki no Hi wa dareka no koto o 7. Yasashi no Housoku 8. Yokohama Boy Style 9. Kimi o Iku - Publikace: 20. srpna 1993 1. Namida no Tsubomitachi 2. Nichio was Dame yo 3. Yume e no position 4. Chabon no tame Iki 5. Maigo ni Sasenai de 6. Yume kara samenai de ~Tsurechan no Yuuutsu~ 7. Yurushite... 8. Furueru Kesshin 9. Mou Nakanaide 10. Kimi no Tsubasa ~Daijoubu dakara~ - Publikace: 21. prosince 1994 1. Live Version 2. Muteki no Only You - Horror Version 3. Sono Mune no Tobira 4. Chiisana Ippo de 5. Sennen no Kobiyaku 6. A Girl's Night 7. Tsuki ni Hi ni ~ Itsumo Anata o Sootteru 8. Kokoro no Shozai 9. You're My Treasure 10. Korekara... |

### Singly
- 6. září 1989: Equal ROMANCE
- 24. ledna 1990: hanbun fushigi
- 17. května 1990: natsu no tomodachi
- 5. září 1990: sasayaka-na yuuwaku
- 1. ledna 1991: Live Version
- 10. dubna 1991: News-na mirai
- 31. července 1991: muteki no Only You
- 4. prosince 1991: yume dake miteru
- 17. dubna 1992: dakara namida to yobanaide
- 5. srpna 1992: natsuzora no Dreamer
- 20. listopadu 1992: Yokohama Boy Style
- 21. dubna 1993: chiisa-na ippo-de
- 3. listopadu 1993: koi no JUNCTION
- 6. července 1994: You're My Treasure ~ tooi yakusoku